# Mercado Abelardo L. Rodríguez
El Mercado Abelardo L. Rodríguez, obra de Antonio Muñoz García, se encuentra en el centro histórico de la Ciudad de México, al noreste del Zócalo. Fue construido en 1934 como prototipo del mercado moderno y tiene un sinúmero de características inusuales, tales como servicios de guardería y un auditorio. Sin embargo, su característica más distintiva son los aproximadamente 1450 metros cuadrados de espacio, entre paredes y techo, cubiertos con murales. Estos murales fueron pintados por discípulos de Diego Rivera y bajo su supervisión. Las obras reflejan sobre todo temas socialistas, como la explotación de los trabajadores, campesinos y mineros, la lucha contra el nazismo y el fascismo, y la discriminación racial. Los terremotos, el tiempo, la humedad y el vandalismo han hecho mella en los murales desde la época en que fueron pintados hasta su restauración que comenzó en enero de 2009. Los trabajos de restauración se esperaron que lleve casi dos años.

## Construcción

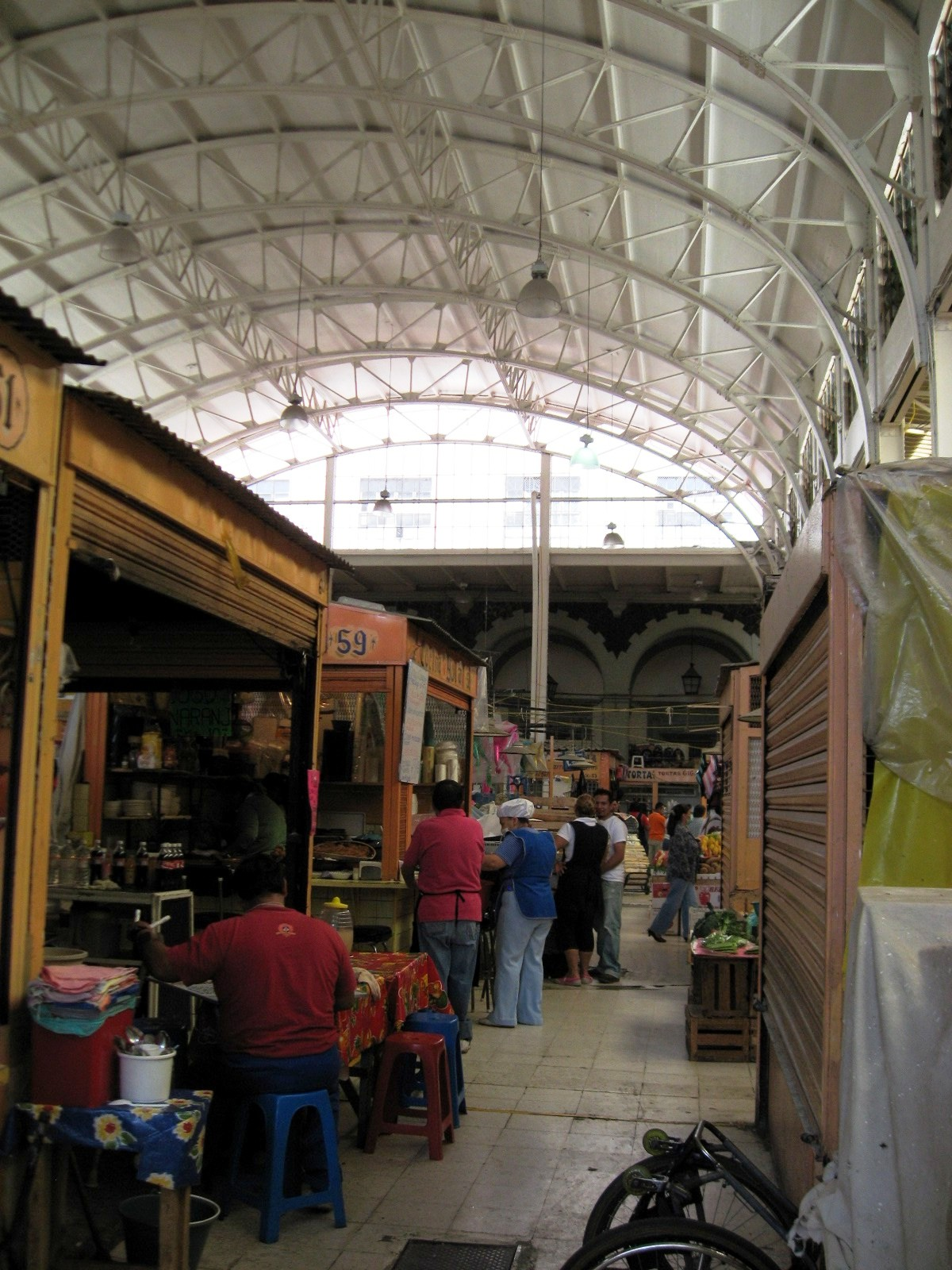
Vendedores de comida en el mercado, en la imagen se observa el techo de metal.

El mercado fue construido en 1934, en lo que fue parte de los terrenos del Colegio de San Pedro y San Pablo.  El arquitecto Antonio Muñoz, mezcló elementos de los estilos barroco, Belle Époque, Art Nouveau y Art Deco en el edificio. El mercado tiene una superficie de 12 450 metros cuadrados y es el principal mercado de productos alimenticios en esta parte de la ciudad. Cuando se terminó la construcción, fue nombrado en honor del presidente de México, Abelardo L. Rodríguez, que ordenó la edificación del complejo. El área alrededor de este mercado se conoce como «Abelardo».

## Características
Este fue el segundo mercado más importante construido en la Ciudad de México en las primeras décadas del siglo XX, después del mercado Dos de Abril construido en 1912. Al igual que su predecesor, el mercado Abelardo L. Rodríguez estaba destinado a ser el prototipo para un nuevo y más moderno mercado popular, en primer lugar por su gran tamaño, y en segundo, por una serie de servicios adicionales que se ofrecían dentro del edificio, tales como guarderías, centros juveniles y bibliotecas.
El mercado Abelardo L. Rodríguez tiene cuatro entradas que dan a las calles de República de Venezuela, República de Colombia, Del Carmen y Rodríguez Puebla, respectivamente. Una característica inusual del edificio es el techo de metal que cubre el área del patio central. Su servicio más distintivo es el auditorio del Teatro del Pueblo, que se encuentra en la planta superior.
Algunos de los servicios y características de este mercado se han copiado en los mercados construidos veinte años más tarde, tales como los mercados de La Lagunilla, Tepito y La Merced.

## Murales

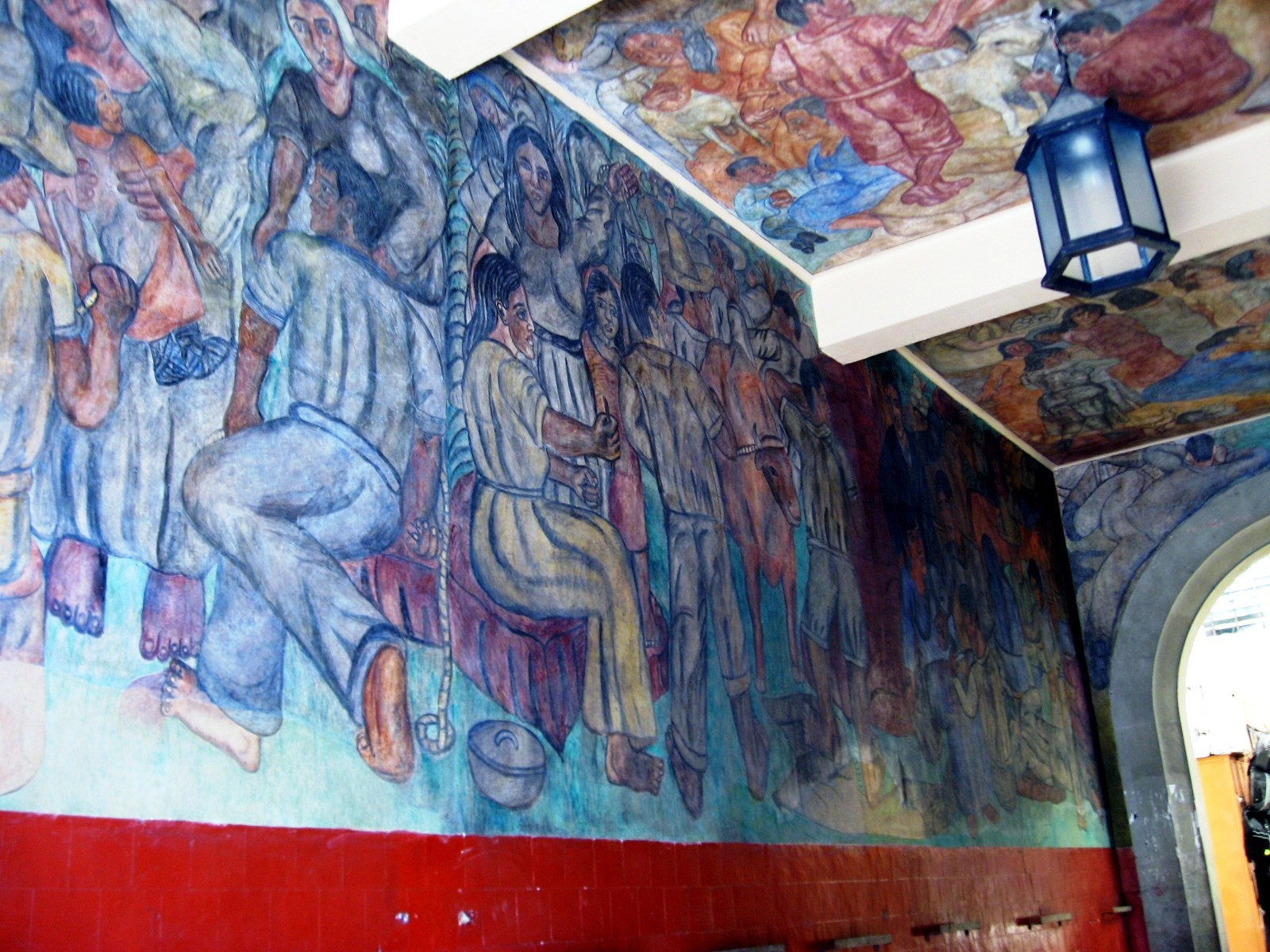
Parte de la entrada pintada por Pedro Rendón.

Sin embargo, la característica más distintiva de este mercado son los aproximadamente 1450 metros cuadrados de espacio, entre paredes y techo, cubiertos con murales. Estos murales fueron pintados por estudiantes de Diego Rivera y bajo su dirección. Seis de los diez pintores involucrados en el proyecto eran mexicanos, tres estadounidenses y uno japonés, que trabajaron para «acercar el arte al pueblo», y recibieron 13,50 pesos mexicanos (3,75 dólares estadounidenses aproximadamente en esas fechas) por cada metro cuadrado pintado. Los murales se encuentran en las entradas principales, vestíbulos, patios y pasillos del mercado.
Estos murales son: Los Mercados de Ángel Bracho, Influencia de las Vitaminas por Antonio Pujol, Los Alimentos y Los Problemas del obrero por Pedro Rendón, Escenas populares de Ramón Alva Guadarrama, Las Labores del Campo de Grace Greenwood Ames, La Minería de Marion Greenwood, La Industrialización del campo y Los mercados de Raúl Gamboa Cantón, así como el relieve de cobre-plateado llamado Historia de México, de Isamu Noguchi.
Los murales reflejan temas socialistas, en parte debido a las política del gobierno mexicano de la época, que intentaba promover los beneficios de la Revolución Mexicana de 1910. También reflejan las preocupaciones de los artistas durante este período de tiempo, dando lugar a temas como la explotación de los trabajadores, campesinos y mineros, la lucha contra el nazismo y el fascismo, y la discriminación racial. En la planta superior, Noguchi creó una escultura de pared combinada con pintura, llamada La Historia de México, en la que se pueden ver puños, esvásticas, esqueletos y la fórmula de Albert Einstein, E = mc².
Esta obra mural rápidamente dio relevancia al mercado y la zona circundante. Ocupó el cuarto lugar en valor después de los murales en el Palacio de Bellas Artes, el edificio de la Secretaría de Educación Pública y el Palacio Nacional. El trabajo de Noguchi por sí solo ha sido valorado en dos millones de dólares estadounidenses. Sin embargo, a pesar de esto, estos murales son prácticamente desconocidos para los visitantes de la ciudad, tanto nacionales, como internacionales.

## Deterioro de los murales y otros problemas
Desde el momento en los murales fueron pintados en la década de 1930 hasta el 2009, no existió ningún esfuerzo organizado por las autoridades para su conservación. El terremoto de 1985, la humedad, el paso del tiempo, la falta de mantenimiento y el vandalismo hicieron mella en la obra de arte. Casi todos los murales mostraban algún grado de daño, sólo los murales pintados por Pablo O'Higgins en la entrada ubicada en Del Carmen y Rodríguez Puebla, estaban en buenas condiciones. Esto es principalmente porque estas obras se realizaron en el techo y parte superior de las altas paredes. Uno de los murales en peores condiciones era Influencia de las vitaminas de Ángel Bracho, con más de 50% de la superficie dañada, sobre todo por humedad. Una pared que tiene un trabajo de Marion Greenwood está agrietada, posiblemente debido al terremoto de 1985. El resto de las pinturas están dañadas por arañazos, humedad y grietas pequeñas por el mismo terremoto, demás de sufrir de graffiti y otros vandalismos.
La falta de mantenimiento y protección de los murales se debió principalmente a las diferencias entre los organismos gubernamentales como el Instituto Nacional de Bellas Artes (INBA) y el gobierno de la Ciudad de México en cuanto a quién tenía la responsabilidad de ello. En 1998, los comerciantes del mercado se unieron para crear una organización para restaurar los murales y lograr que el mercado fuera incluido en las distintas promociones turísticas del gobierno de la ciudad. Aunque este esfuerzo en particular no salió adelante, nuevos esfuerzos surgieron en la década de 2000. La asociación de comerciante instaló pantallas de acrílico sobre varios de los murales para protegerlos, pero el gobierno de la ciudad afirmó que estos no dejaba que los murales «respiraran» y podría causar daños, por lo que fueron retirados. Hasta 2008, los esfuerzos de los comerciantes habían consistido sobre todo en no dejar que los niños jugaran a la pelota contra los murales y no apoyar mercancías u otros materiales sobre ellos.
Otros problemas para el mercado incluyen el gran número de vagos y vendedores informales que están en las calles fuera del mercado y que casi bloquean el paso a través de las cuatro entradas principales y que bloquean el acceso a los murales con su mercancía. Esto ha sido un problema por más de treinta años. Además, la tasa de delincuencia del barrio ha causado que los más de 330 comerciantes hayan visto caer sus ventas en un ochenta por ciento.

## Restauración de los murales
Con más de mil metros cuadrados de obra mural, algunos de ellas muy valiosas, los trabajos de restauración comenzaron en 2009. Las promesas de la autoridad del Centro Histórico de la Ciudad de México en 2008 dieron a los comerciantes la esperanza de que se harían los cambios necesarios y que el mercado sería tan destacado como lo fue cuando se inauguró en 1934. Tanto la ciudad, como los comerciantes, expresaron su interés en la inclusión del mercado en un corredor turístico que estará listo para las celebraciones del Bicentenario de la Independencia de México en 2010. Un plan concreto, con un presupuesto de 2 400 000 pesos fue firmado por el gobierno de la ciudad, las autoridades del Centro Histórico, el Instituto Nacional de Bellas Artes (INBA) y la delegación Cuauhtémoc a finales de 2008. El trabajo en la restauración de los murales comenzó en enero de 2009. Los comerciantes han expresado su voluntad de ayudar con la restauración.